# Абу Яхья Мухаммад аль-Мутасим
Абу Яхья Мухаммад аль-Мутасим (араб. أبو يحيى محمد بن معتصم‎; 1037 — 15 мая 1091, Альмерия) — поэт и правитель тайфы Альмерия (1051—1091) из династии Сумадидов.

## Биография
Абу Яхья Мухаммад был сыном Абу аль-Ахваса ибн Сумади, которому наследовал в возрасте 14 лет, а его регентом был визирь Абу Утба. 
Став совершеннолетним, Абу Яхья Мухаммад проявил себя как успешный правитель. Во время его правления Альмерия стала центром торговли, культуры и ремёсел и в самом городе возводились дворцы и фонтаны. При его дворе работали известные поэты и учёные, а сам аль-Мутасим тоже писал стихи.
В 1086 году поддержал Альморавидов в борьбе против Кастилии и его войска под командованием сына Ахмада Муиза участвовали в битве при Заллаке, в которой христиане были разгромлены. 
Скончался 15 мая 1091 года в Альмерии, ему наследовал сын Ахмад Муиз, но в том же году территория тайфы вошла в состав Государства Альморавидов.